# Caslano
Caslano (lmo. Caslan) – miejscowość i gmina w południowej Szwajcarii, w kantonie Ticino, w okręgu (distretto) Lugano, siedziba administracyjna powiatu (circolo) Magliasina. Leży nad jeziorem Lago di Lugano oraz rzeką Magliasina.

## Demografia
W Caslano mieszkają 4 373 osoby. W 2021 roku 29,6% populacji gminy stanowiły osoby urodzone poza Szwajcarią. 

## Transport
Przez teren gminy przebiega droga główna nr 398.